# Hypocacculus wittei
Hypocacculus wittei är en skalbaggsart som beskrevs av Thérond 1952. Hypocacculus wittei ingår i släktet Hypocacculus och familjen stumpbaggar. Inga underarter finns listade i Catalogue of Life.